# Automeris equatorialis
Automeris equatorialis é uma espécie de mariposa do gênero Automeris, da família Saturniidae.